# Acàcia del Japó
L'acàcia del Japó o sòfora (Styphnolobium japonicum, abans anomenada Sophora japonica (L.)) és una espècie d'arbre o arbust en la subfamília Faboideae de la família de les fabàcies (lleguminoses). És un arbre caducifoli originari de l'est d'Àsia, principalment de la Xina, i malgrat el seu nom específic japonica, va ser introduït al Japó. L'escorça és fissurada, de color marró grisenc, mentre que les branques són llises i de color verd. Arriba a fer de 10 a 20 m d'alt. Les fulles són pinnades amb de 9 a 21 foliols. Floreix a la primavera avançada. Les flors, blanques, es disposen en ramells pedunculats semblants als de la robínia. Viu entre cent i dos cents anys.

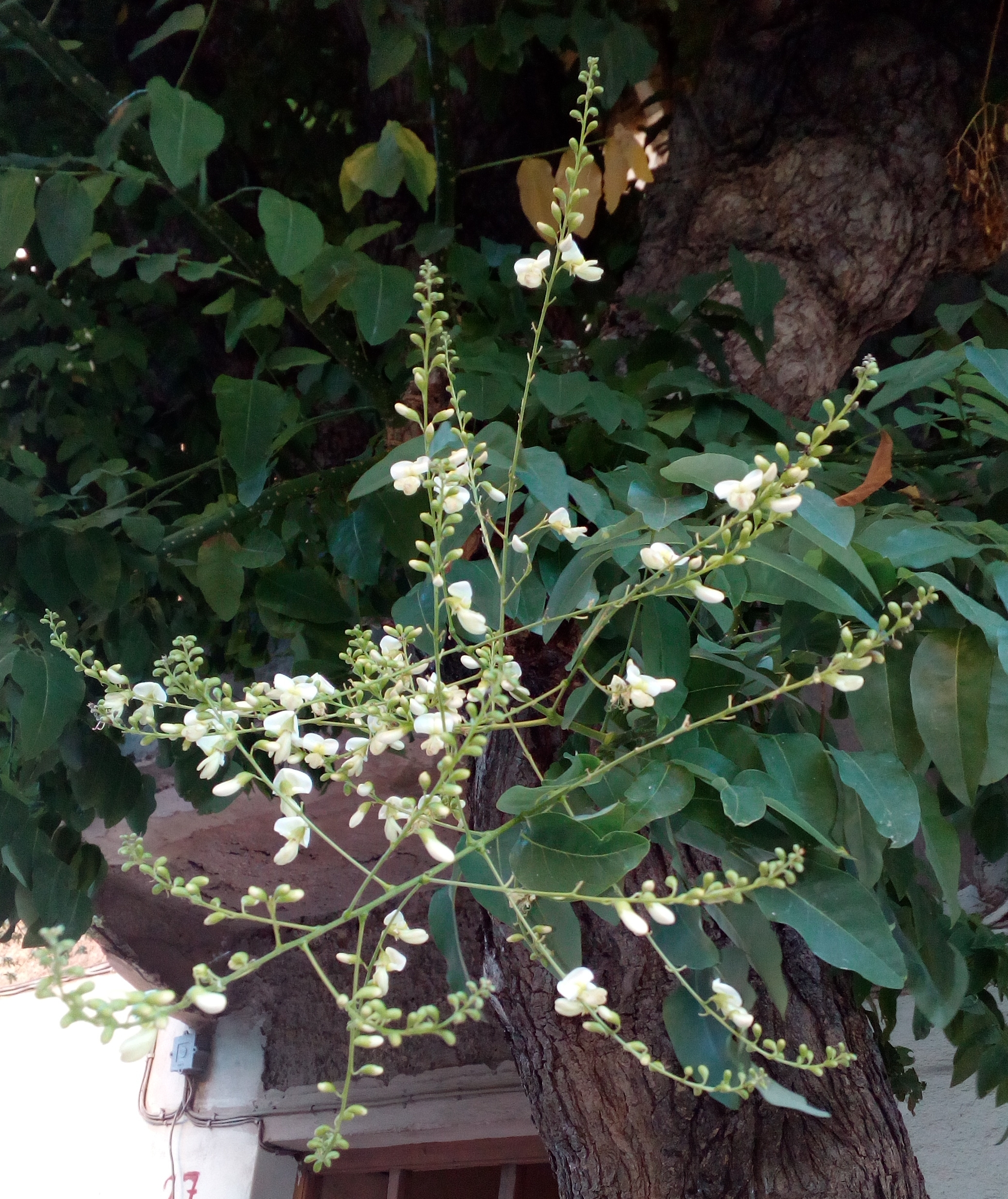
Styphnolobium japonicum: fulles i flors

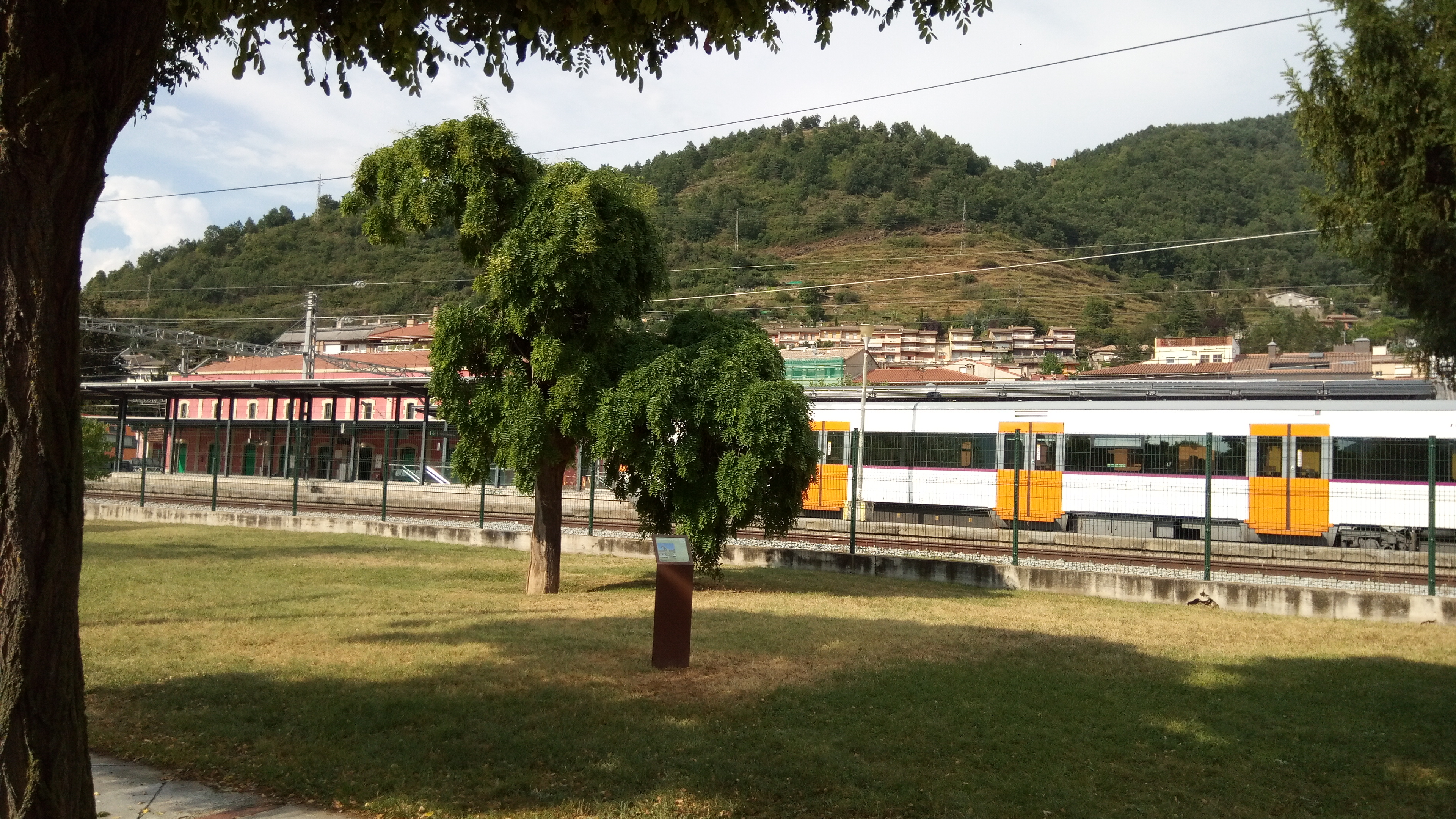
Un espècimen centenari de Styphnolobium japonicum a Ripoll.

Les espècies del gènere Styphnolobium són diferents del gènere Sophora perquè no tenen la capacitat de fer simbiosi amb Rhizobium (fixació radicular de nitrogen). Es diu que el darrer emperador de la dinastia Ming, Chongzhen, es va penjar d'un arbre d'aquesta espècie que va ser preservat a Pequín fins que va ser arrencat durant la Revolució Cultural.
S'utilitza molt com a bonsai i a la jardineria. N'hi havia 10.579 als espais públics de Barcelona. A Ripoll hi ha un exemplar centenari qualificat com arbre protegit. Seria tòxica per a les abelles europeus i atreu Megachile sculpturalis, una espècie invasora inofensiva.

## Ús

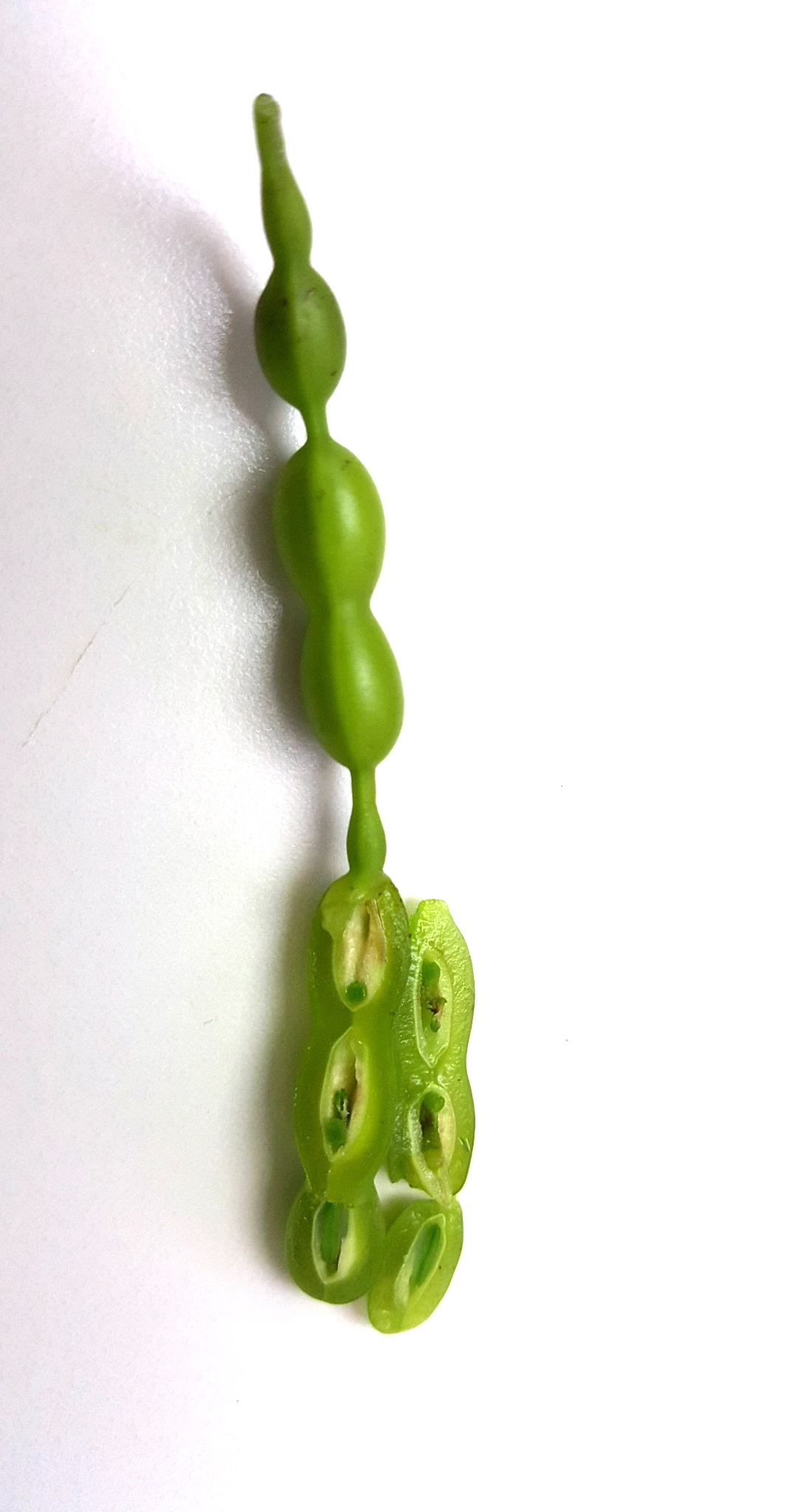
El llegum

La fusta és sostenible i idònia per a portes i finestres. Les flors poden utilitzar-se per tenyir seda en groc o gris granític.
Les flors s'utilitzen en la cuina xinesa. Fan part de les cinquanta plantes fonamentals en la medicina tradicional xinesa. A la infusió de flors se li han atribuït propietats com a abortiva, antibacteriana, anticolesterolèmica, antiinflamatòria, antiespasmòdica, diürètica, emètica, emol·lient, febrífuga, hipotensora, purgant o tònica, entre d'altres.
Totes les parts dures són tòxiques: l'escorça, llavors i sobretot el llegum. Les llavors contenen soforabiosida, citisina, toxalbumina, soforamina i rutina. És desconsella el consum freqüent de la farina. La citisina és el més tòxic dels alcaloides triciclics: produeix efectes similars a la nicotina. Causa atàxia, salivació excessiva, convulsions breues. En dosis grans pot causar arrítmia cardíaca.

## Cultivars
- S. japonicum «Columnare»
- S. japonicum «Pendulum», de branquillons pènduls
- S. japonicum «Dot» («Pendula Dotiana»), de branquillons tortuosos, una mica pènduls, i fulles recargolades, cultivat per Simó Dot i Canalias, a Sant Feliu de Llobregat el 1920[6][16]